# Havanera 1820
Havanera 1820 és una pel·lícula dramàtica catalano-cubana dirigida per Antoni Verdaguer i produïda per Carles Jover estrenada el 21 de maig del 1993. Inicialment concebuda com a minisèrie per a TV3, seria posteriorment escurçada i adaptada a la pantalla gran, amb un repartiment encapçalat per Abel Folk i Aitana Sánchez-Gijón amb guió de Jaume Cabré, Jaume Fuster, Antoni Verdaguer i Vicenç Villatoro.
Ambientada a principis del segle xix el film narra la història d'un matrimoni arranjat entre una família benestant catalana, dedicada al comerç amb Cuba, i un indià que ha fet fortuna a l'Havana. L'arribada de la locomoció a vapor i l'abús de poder envers els esclaus en aquest entorn paradisíac desencadenarà el conflicte entre els protagonistes.

## Argument
A principis del segle xix el comerç entre Cuba i Catalunya és un negoci en auge. A més a més de les mercaderies convencionals també hi ha un important comerç il·legal d'esclaus.
La pel·lícula ressegueix la història d'un matrimoni arranjat entre una família catalana benestant i un indià que ha fet fortuna a l'Havana. Mentre que els primers comercien amb l'illa des de Catalunya, aprofitant-se del recent invent de la màquina de vapor, el propietari cubà ha fet fortuna amb el comerç d'esclaus, fent veure que els beneficis provenen d'una plantació. Sense saber-ho, la filla dels comerciants catalans és enviada a casar-se amb l'indià. Després del matrimoni, la protagonista descobrirà que el seu marit l'hi és infidel amb una esclava i aquesta decidirà posicionar-se amb els esclaus, desencadenant un conflicte.
La pel·lícula s'emmarca en les pel·lícules sobre el colonialisme espanyol a Amèrica després de la transició espanyola. Contrasta amb els films propagandístics del règim franquista suprimint la censura i incloent escenes de corrupció i erotisme. Inicialment concebuda com una minisèrie per a TV3, introduïa la intervenció catalana en el colonialisme a l'imaginari col·lectiu del país i intentava mostrar els diferents punts de vista mitjançant els tres escenaris principals: Canet de Mar, el bergantí El Catalán que fa el trajecte a les Amèriques i Cuba.

## Producció
La pel·lícula es va rodar entre el juny i l'octubre del 1992 a Catalunya, Cuba i Portugal. Era una coproducció de TV3 i Imatco, SA que originalment s'havia planejat en dos formats. El primer eren dues pel·lícules de dues hores, La conspiració i L'alliberament, i el segon format era una minisèrie per a televisió de quatre capítols d'una hora. Al final es va escurçar el contingut per a un llargmetratge de dues hores i mitja, i també se'n va fer una sèrie que es va emetre a TV3 posteriorment.
En commemoració del 25è aniversari de l'estrena es va publicar una edició remasteritzada de la minisèrie per televisió, que el Canal 33 va emetre el desembre del 2018. Diverses associacions també van organitzar diversos actes commemoratius: l'Associació Cultural 21 de Novembre (amb el suport de Terrassa City of Film de la Unesco i la col·laboració de l'Acadèmia del Cinema Català), la Fundació AISGE, la Diputació de Barcelona i el Museu Marítim de Barcelona.

## Guardons
La pel·lícula va ser premiada amb els següents guardons:
- Premi al millor actor de l'any 1994 per a Abel Folk per l'Associació d'Actors i Directors Professionals de Catalunya (premiat també per l'aportació a Monturiol, el senyor del mar)
- Premi a la millor actriu per a Aitana Sánchez-Gijón pel Círculo de Escritores Cinematográficos
- Premi a la millor música per a Carles Cases pel Círculo de Escritores Cinematográficos (empatant amb Bingen Mendizábal per La madre muerta de l'any 1993)